# Heterocephalobus multicinctus
Heterocephalobus multicinctus är en rundmaskart som först beskrevs av Nathan Augustus Cobb 1893.  Heterocephalobus multicinctus ingår i släktet Heterocephalobus och familjen Cephalobidae. Inga underarter finns listade i Catalogue of Life.